# Dracula (romanzo)
Dracula è un romanzo epistolare scritto dall'irlandese Bram Stoker nel 1897, ispirato alla figura di Vlad III, principe di Valacchia, ed è uno degli ultimi esempi di romanzi gotici.
Riprendendo il mito del vampiro aristocratico, distante dall'immagine del vampiro presente nel folklore, lanciato nella letteratura da John William Polidori, Stoker realizza un romanzo dalle atmosfere cupe, in cui il terrore e la minaccia assillano i protagonisti, in un crescendo di emozioni che conduce alla scoperta dell'orrore rappresentato dal tetro vampiro.

## Trama
(da Dracula, capitolo II, Diario di Jonathan Harker [continuazione])
La vicenda è narrata con una raccolta epistolare dei vari personaggi principali che inizia il 3 maggio 1890 con il giovane avvocato Jonathan Harker, inviato in Transilvania dal suo capo Peter Hawkins a curare l'acquisto di un'abitazione a Londra fatto da un nobile rumeno, il Conte Dracula. L'inizio del viaggio del giovane è però all'insegna del contatto con il mondo superstizioso e pauroso della gente locale, che cerca di scoraggiarlo dall'andare dal Conte, che tuttavia si rivela essere un distinto nobiluomo che ha deciso di trasferirsi in Inghilterra.
Con il passare dei giorni alcuni particolari diventano terrificanti, compreso l'incontro involontario con tre donne diaboliche, concubine di Dracula, fino alla scoperta dell'oscuro segreto del Conte: egli è in realtà un raccapricciante mostro che si nutre del sangue dei viventi. In una parola è un vampiro, che si accinge a giungere nella vecchia Inghilterra per prolungare ancora la sua insana esistenza.
A questo punto, quando ormai sembra giunta l'ultima ora per Harker, l'azione si sposta in Inghilterra, con lo scambio di lettere tra Mina Murray, fidanzata di Harker e Lucy Westenra, una sua cara amica. Iniziamo così a conoscere gli altri protagonisti: John Seward, medico e direttore di un manicomio, Mina, e Lucy, corteggiata da Seward, dal texano Quincey P. Morris e da Sir Arthur Holmwood, col quale si fidanzerà.
Mina, in attesa del ritorno di Jonathan, va a soggiornare a Whitby con Lucy e la sua famiglia, ed è questo l'inizio di una serie di fatti strani: sul diario di Mina, infatti, vengono registrati, oltre ad una serie di comportamenti anomali da parte dell'amica, incluso un inizio di sonnambulismo, anche il rocambolesco arrivo a Whitby, in un giorno di tempesta, di una nave il cui capitano è stato ritrovato morto e legato al timone.
Al diario, per meglio descrivere l'accaduto, è allegato il servizio di un anonimo giornalista che descrive l'arrivo nel porto della nave fantasma Demeter, da cui esce un grosso cane nero inferocito, e quindi un estratto dal diario di bordo, che sembra riecheggiare il romanzo di William Hodgson I pirati fantasma, in cui si narra di un terribile demone che infesta la nave naufragata. Dal suo arrivo in poi, contemporaneamente, Renfield, paziente del dottor Seward, inizia a peggiorare, delirando di un fantomatico Signore, mentre Lucy è evidentemente la vittima di un vampiro (porta gli evidenti segni sul collo): tutti indizi dell'arrivo del Conte Dracula in Inghilterra.
Inaspettatamente Mina viene a sapere che Jonathan, riuscito a fuggire dal castello di Dracula, si trova ricoverato a Budapest e lo raggiunge sposandolo presso un ospizio gestito da suore, per poi tornare in Inghilterra. Intanto la salute di Lucy, che iniziava a peggiorare, precipita bruscamente. Seward, allora, non vede soluzione migliore se non quella di chiamare da Amsterdam il suo insegnante, l'esimio professore Abraham Van Helsing. All'inizio provano a fermare il deperimento con una serie di trasfusioni di sangue - tutti i protagonisti maschili si prestano alla delicata operazione. Van Helsing, che ha intuito di cosa Lucy soffre, ma non osa farne il nome, prova a convincere la ragazza e sua madre a tenere aglio in camera da letto di Lucy, ma l'attacco finale di Dracula porta alla morte della ragazza e della madre, che in quella notte finale si trovava nella stanza della figlia e che era già gravemente malata.
La minaccia, però, è solo all'inizio: come Van Helsing sa, Lucy è ormai diventata un vampiro a sua volta, e infatti inizia subito a "cacciare" bambini che giocano nei dintorni del cimitero dove il suo corpo è stato sepolto. La notizia passerebbe quasi anonima se non fosse che le vittime sono bambini, ma le poche informazioni che giungono dalla stampa fanno interessare i due studiosi, ovvero Seward e Van Helsing, che esaminano le ferite dell'ultimo bambino: questa prova basta a Van Helsing per convincersi che è ora di agire. Prima, però, deve convincere dell'esistenza di un tale orrore sia il suo allievo che Quincey Morris e, cosa più importante, il buon Arthur, ormai divenuto Lord Godalming dopo la morte del padre. Fatto ciò, in una terribile notte, rinchiudono nella sua tomba il corpo di Lucy, per poi tornare il giorno dopo e distruggere definitivamente la non morta mediante un paletto di legno piantato sul cuore che sarà proprio Arthur a usare, come ultimo gesto di pietà verso la sua amata.
A questo punto, grazie al controllo sulle carte e la corrispondenza di Lucy, Van Helsing entra in contatto con Mina e ha la possibilità di leggere il diario del marito sul suo soggiorno in Transilvania. L'incontro con Mina non è fondamentale solo per capire finalmente chi è l'avversario che si deve affrontare, ma soprattutto per l'aiuto che lei e il marito daranno all'impresa: proprio grazie alla coraggiosa giovane, infatti, si inizieranno a mettere insieme tutti i piccoli segnali, i piccoli indizi che Stoker ha disseminato, primo fra tutti l'anomalo comportamento di Renfield, che in un ultimo momento di lucidità cercherà di avvisare i nostri eroi del pericolo imminente. I protagonisti penetrano nella proprietà di Dracula a Carfax e benedicono le casse di terra che il vampiro aveva portato dalla Transilvania per riposarvi. Ma quella stessa notte il Conte penetra nel manicomio, uccide Renfield e vampirizza Mina, non direttamente come Lucy ma lasciandole addosso una maledizione volta a farla sua sposa per l'eternità.
Così Van Helsing, Harker, Seward, Lord Godalming e Morris stringono i tempi e, utilizzando delle ostie consacrate che Van Helsing si era portato da Amsterdam, sterilizzano tutti gli altri nascondigli londinesi del Conte che si vede così costretto a fuggire con l'unica cassa di terra che aveva tenuto nascosta per sé.
Il gruppo decide di mettersi all'inseguimento del Conte per distruggerlo definitivamente e salvare l'anima di Mina, che stavolta li accompagna, e così si recano a Varna, in attesa della nave su cui viaggia la cassa. Dracula, però, riesce ad evitarli e risale lungo il fiume che costeggia da vicino il suo castello: per prenderlo in trappola i cacciatori si dividono in tre gruppi: Jonathan e Lord Godalming, Seward e Quincey Morris, Van Helsing e Mina.
La sfida finale si svolge sulle montagne dove sorge il castello, il 6 novembre 1890, ed è narrata dal diario di Mina. Dopo che Van Helsing ha sterilizzato il luogo e ucciso le spose di Dracula, il professore e Mina si ritrovano con il resto della compagnia ad assediare il gruppo di zingari che scorta la cassa del vampiro. Alla fine, dopo una strenua lotta con gli zingari, poco prima del tramonto, Jonathan e Quincey, morente, sferrano i colpi letali a Dracula, che diventa polvere, non senza un sorriso di sollievo sulle sue stesse labbra. Quest'episodio si conclude con la triste morte di Quincey Morris, dovuta a una ferita subita in combattimento, mentre l'intera storia finisce sette anni dopo, con le riflessioni di Mina su quanto accaduto in passato e con uno sguardo di speranza al futuro, reso possibile anche grazie al figlio suo e di Jonathan, Quincey Harker.

## Fonti storiche e letterarie

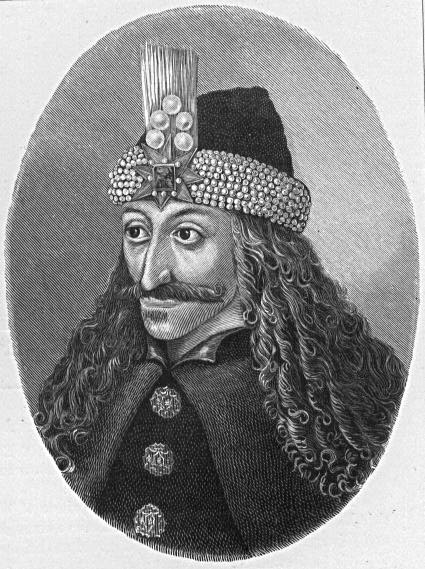
Vlad III Dracula, noto anche come Vlad Țepeș Dracul (1431-1476)

Nel suo capolavoro, Stoker compie un'approfondita ricerca storica e folcloristica per creare un personaggio che doveva incarnare tutti gli stereotipi negativi dello "straniero".
Così, quando all'inizio del romanzo, il conte Dracula traccia la sua genealogia, in essa Stoker mette Attila, re degli Unni, i vichinghi "giunti dall'Islanda" (che permettono quindi a Dracula di invocare più volte in suo aiuto le divinità nordiche di Thor e Odino), i Székely, fiera nazione ungherese a cui era dato l'incarico di difendere i confini orientali del Regno d'Ungheria, e - naturalmente - Vlad Țepeș Dracul tanto denigrato dalla pubblicistica transilvana ungherese-sassone.
Stoker quindi stravolge l'origine etnica del Dracula valacco, storicamente esistito come Vlad Țepeș, e ne fa un esponente di quel "Nordicum" barbarico, "vagina gentium" dominato da popolazioni, celtiche, turche, unne, ugro-finniche, iraniche, germaniche e slave, che tanto aveva impaurito nei secoli i popoli dell'Europa mediterranea. Si dice che il conte avesse degli eredi che hanno cambiato il nome.
Il ritrovamento di alcuni articoli di giornale tra i documenti di Stoker, ha fatto presumere che in realtà lo scrittore fosse stato ispirato non dalle vicende del principe Vlad III, bensì da un fatto accaduto, e documentato, alcuni anni prima della pubblicazione del romanzo, nel New England nella cittadina di Exeter, nel Rhode Island: il cosiddetto Panico sui vampiri del New England. Nel 1892 la morte della diciannovenne Mercy L. Brown sconvolse la famiglia e la cittadina di Exeter. La ragazza morì per una malattia che colpì e portò al decesso, qualche anno prima, sia la madre Mary che la sorella Mary Olive; tale malattia causava sintomi quale pallore e mancanza di appetito. In seguito quella malattia venne identificata dalla scienza come tubercolosi, ma allora si parlò di vampirismo. Quando, subito dopo, anche il fratello di Mercy venne colpito dalla stessa malattia, il paese iniziò a credere che uno dei membri della famiglia si fosse trasformato in vampiro dopo il decesso; tale sospetto portò alla riesumazione dei corpi delle tre donne, e quello di Mercy venne trovato intatto, a differenza degli altri due che erano invece ormai decomposti. Inoltre la ragazza aveva lo stomaco gonfio, sangue alla bocca e unghie e capelli cresciuti, e al momento dell'apertura della bara emise un suono gutturale. Considerando che Mercy era deceduta da pochissimo tempo, mentre la madre e la sorella erano morte qualche anno prima, tutto questo è ampiamente spiegabile col processo di decomposizione: la pelle, seccandosi, si restringe e fa apparire le unghie e i capelli più lunghi, mentre la decomposizione degli organi interni crea gas nella cassa toracica che si gonfia facendo risalire i liquidi attraverso l'esofago. L'apertura della bara, poi, creò una differenza di pressione che fece fuoriuscire i gas presenti all'interno del corpo attraverso la bocca, creando il suono gutturale. Ma il padre di Mercy, vedendo ciò, mise un paletto di legno nel petto della figlia e ne bruciò il corpo facendo bere le ceneri al figlio, ma anche questo morì qualche mese dopo. I fatti vennero riportati dai giornali dell'epoca e alcuni di questi ritagli sono stati trovati negli appunti di Stoker. Considerando che la vicenda risale al 1892, ben 5 anni prima della scrittura del romanzo, si può ragionevolmente pensare che questi, più che la vita del principe Vlad III, abbiano influenzato lo scrittore..
Per un personaggio come quello di Dracula nessuna regione d'Europa poteva meglio adattarsi che la Transilvania, terra che fino al XX secolo era un crogiolo inestricabile di nazioni, popoli, religioni e credenze. Posta all'estremo confine della "civiltà occidentale" ove si collocano molte delle più orientali tra le città in stile mitteleuropeo, con i tipici edifici romanici, gotici (vedi per esempio il Castello Hunyad o la città di Segesvár) e barocchi, con i suoi alti monti della catena dei Carpazi, abitata già da nobili nazioni guerriere come i Daci, i Goti, gli Unni e gli Ungari, la Transilvania si adattava bene a fare da sfondo alle storie del romanzo gotico di Stoker.
Sul substrato storico e ambientale transilvano si innestano quindi bene gli elementi folclorici usati da Stoker, che sono molti perché il mito del vampiro è molto vecchio e le leggende sui succhiasangue e sui morti viventi sono antiche e terribili, alimentate dalla superstizione e spesso dall'ignoranza.
L'innesto principale del Dracula di Stoker è comunque sulla figura storica del principe Vlad III di Valacchia (2 novembre 1431-dicembre 1476), che governava la regione immediatamente a sud della Transilvania, la Valacchia appunto, terra di confine tra le terre della Corona di Santo Stefano e l'Impero ottomano.
Vlad III di Valacchia era figlio di Vlad II e si sa che fu investito dell'Ordine del Dragone da Sigismondo di Lussemburgo, re d'Ungheria e imperatore del Sacro Romano Impero, di cui derivò l'appellativo del figlio Draculea, ovvero figlio del Dragone (il termine 'drac' sta a significare anche 'demonio', pertanto Draculea può, a buona ragione, essere tradotto anche come figlio del demonio).
La figura di Vlad III, vissuto in un'epoca e in condizioni non certo facili, ha ereditato un'aura storica tutt'altro che lusinghiera, essendo divenuto famoso come il despota sanguinario Vlad Țepeș, ovvero Vlad l'Impalatore.
Furono soprattutto i Transilvani, ed in particolare i Sassoni, a ritrarre e diffondere un'immagine di Vlad III particolarmente macabra, a causa dei suoi ripetuti attacchi alle ricche città della Transilvania e la sua instabilità nel rispettare le alleanze con il re d'Ungheria (che lo tenne prigioniero per dieci anni nei pressi di Budapest, a Visegrád). Secondo le cronache dell'epoca, infatti, il supplizio appreso durante la prigionia turca che Vlad III preferenzialmente infliggeva ai nemici, era quello dell'impalatura.
Per quanto riguarda invece il tema del vampirismo, esso fu affrontato già da Goethe nel 1797 nella sua ballata La sposa di Corinto (Die Braut von Korinth). Successivamente, nel 1819, su un periodico inglese (il New Monthly Magazine) venne pubblicato un racconto intitolato The Vampire, recante la firma di George Gordon Byron. In realtà il vero autore era John William Polidori, medico personale e intimo amico di Lord Byron, e l'idea del racconto aveva preso forma già nel 1816: nell'estate di quell'anno infatti Lord Byron ospitava a Villa Diodati (la sua villa sul Lago di Ginevra) Percy Bysshe Shelley, la sua futura moglie Mary Wollstonecraft Godwin, divenuta in seguito Mary Shelley, e lo stesso John Polidori. La compagnia, costretta in casa dalla pioggia, si dilettava nel leggere storie tedesche di fantasmi, quando insieme decisero di scrivere ciascuno un racconto dell'orrore. Il maltempo non si protrasse a lungo, e gli unici a tener veramente fede al loro impegno furono Mary e Polidori: la prima col suo Frankenstein, il secondo dando vita al vampiro Lord Ruthven. Fu così che la figura di Lord Ruthven ispirò largamente il Dracula di Stoker, soprattutto per quanto riguarda l'aspetto fisico.
Tra le altre fonti letterarie, o comunque tra i romanzi che stilisticamente si avvicinano all'opera di Stoker e che pertanto potrebbero averlo influenzato nella scelta dello stile e del racconto, è da annoverare innanzitutto La Pietra di Luna di Wilkie Collins, raccontato, come Dracula, da un alternarsi di narratori che vanno, vengono e ritornano a più riprese. Un'altra storia del genere è Carmilla, un racconto del 1872 di Sheridan Le Fanu. La protagonista omonima è il vampiro femminile più conosciuto nella letteratura, e la sua figura, ricca di fascino e sensualità, ha anticipato di circa vent'anni la figura del Dracula di Stoker.
Il romanzo, al pari del Frankenstein di Mary Shelley, si compone di passi tratti dai diari e dalle lettere dei protagonisti.
La storia, come molte storie di altri autori, nasce da un incubo che Stoker ebbe dopo una scorpacciata di gamberi fatta in compagnia dello storico e amico ungherese Ármin Vámbéry, che lo guidò e lo aiutò durante la stesura, soprattutto nella descrizione dei luoghi, uno dei punti di forza del romanzo.

### Edizioni italiane
- Dracula. L'uomo della notte, traduzione di Angelo Nessi, Collana I Racconti misteriosi n.12, Milano, Sonzogno, 1922.
- Dracula, traduzione di Riccardo Selvi, Prefazione di Remo Fedi, Collana Romanzi occulti n.7, Milano, Fratelli Bocca, 1945.
- Dracula il Vampiro, traduzione di Adriana Pellegrini, Collezione La Ginestra n.33, Milano, Longanesi, 1959. - Milano, TEA, 1992; Lampi di Stampa, 1999.
- Dracula il principe delle tenebre, traduzione di Remo Fedi, Milano, Sugar, 1966. - Milano, Skira, 2018.
- Dracula, traduzione di Francesco Saba Sardi, Collana Oscar n.1097, Milano, Mondadori, 1979.
- Dracula, traduzione di Marina De Luca e John Irving, Collana Scrittori, Pluriverso, 1993, ISBN 978-88-799-5007-7. - Introduzione di Tommaso Pincio, Collana ET Classici n.1708, Torino, Einaudi, 2012, ISBN 978-88-062-1049-6.
- Dracula, traduzione di Chiara Belliti, Bibliografia a cura di Francesca Lazzarato, Milano, Mondadori, 1993.
- Dracula, traduzione di e Prefazione di Paola Faini, Introduzione di Riccardo Reim, Roma, Newton Compton, 1993-2024.
- Dracula, traduzione di Rosanna Pelà, Postfazione di Carlo Pagetti, Collana BUR, Milano, Rizzoli, 1993. - Milano, Fabbri Editori, 2007.
- Dracula, traduzione di Maria Luisa Calise, Thema, 1995.
- Dracula, traduzione di Maria Cristina Moroni, Novara, De Agostini, 1998.
- Dracula, traduzione di Rossella Bernascone, Collana La Biblioteca di Repubblica. Ottocento n.8, Roma, L'Espresso-La Repubblica, 2004.
- Dracula, traduzione di Giorgio Borroni, Collana I nuovi classici, Siena, Barbera, 2008, ISBN 978-88-789-9197-2. - Santarcangelo di Romagna, Foschi, 2017; Prefazione di Carlo Pagetti, Roma, Fanucci, 2020, ISBN 978-88-347-4068-2; Milano, Piemme, 2022, ISBN 978-88-554-4726-3; Liberamente, 2023.
- Dracula, traduzione di Luigi Lunari, Collana UEF. I Classici n.2235, Milano, Feltrinelli, 2011, ISBN 978-88-078-2235-3.
- Dracula, traduzione di Serena Alessandra, Selino's, 2011, ISBN 978-88-959-6635-9.
- Dracula, traduzione di Valeria Russo, Collana Classici tascabili n.60, Milano, Baldini Castoldi Dalai, 2011, ISBN 978-88-607-3969-8.
- Dracula, traduzione di Barbara Gambaccini e A. Salieri, Massa, Edizioni Clandestine, 2012, ISBN 978-88-659-6354-8.
- Dracula, traduzione di Marianna D'Ezio, Firenze, Giunti, 2014, 2023.
- Dracula, traduzione di Tommaso Pincio, Prefazione di Claudia Durastanti, Novara, De Agostini, 2017, 2021, ISBN 978-88-511-8491-9. - illustrazioni di Christian Quesnel, Prefazione di Dacre Stoker, Milano, Ippocampo, 2024, ISBN 978-88-672-2986-4.
- Dracula, traduzione di Laura Vallesi, Roma, Curcio, 2020, ISBN 978-88-686-8489-1.
- Dracula, traduzione di Flavio Santi, Collana Classici BUR deluxe, Milano, Rizzoli, 2020, ISBN 978-88-171-4478-0. - Collana BUR Dark, Milano, 2022, ISBN 978-88-171-7668-2.
- Dracula, traduzione di Stefano Travagli, Firenze, Giunti, 2021, 2024, ISBN 978-88-099-8004-4.

## Altri media

### Cinema

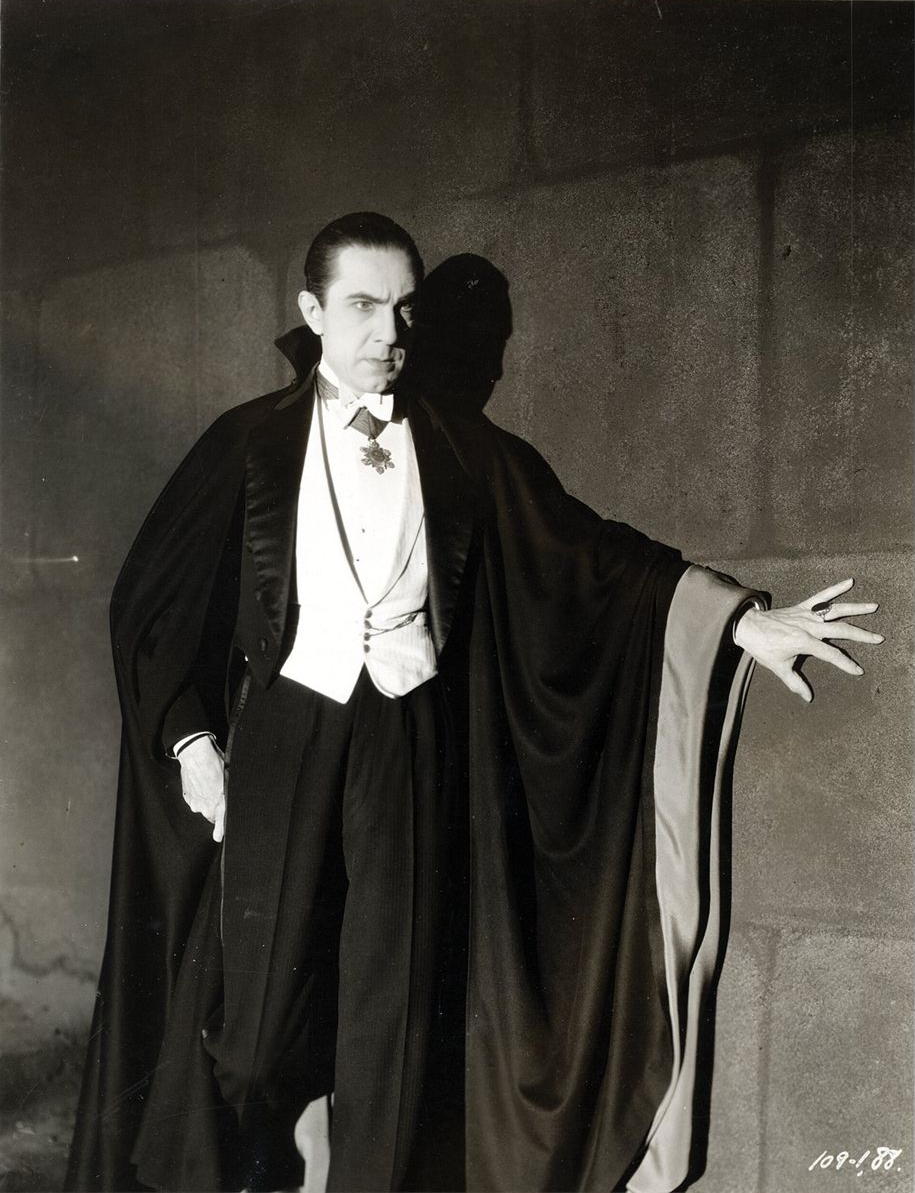
Bela Lugosi nei panni di Dracula in una foto di scena del film omonimo del 1931

Tra le numerose pellicole vi sono adattamenti - più o meno fedeli - del romanzo di Stoker (come il Dracula di Bram Stoker di Francis Ford Coppola), storie originali (addirittura insieme ad altri "mostri", come in Dracula contro Frankenstein (1972), opere in cui compaiono personaggi a lui legati (come in La figlia di Dracula del 1936, Il figlio di Dracula (1943), Le spose di Dracula (1960), Mamma Dracula (1980) o addirittura Zoltan il cane di Dracula (1978)), e molti altri; film in cui compare semplicemente come personaggio, generalmente come "cattivo" (come, per esempio, in La maschera del demonio del 1960) e addirittura parodie, tra le quali Fracchia contro Dracula (1985) e Dracula morto e contento (1995); non mancano le pellicole erotiche (Scarlet Countess del 2001) e hard (Dracula del 1994 di Mario Salieri).
Secondo una stima approssimativa sono stati 160 i film, al 2004, in cui compare il vampiro ideato da Bram Stoker in un ruolo principale, un numero secondo solo a Sherlock Holmes. Il numero totale di pellicole che includono riferimenti a Dracula supera le 650, sempre al 2004, secondo il portale online Internet Movie Database.
Gran parte delle storie su Dracula includono non solo il Conte, ma anche il resto dei personaggi ideati da Bram Stoker e delineati nel romanzo: Jonathan e Mina Harker, Van Helsing e Renfield (tra le altre cose, i ruoli di Jonathan Harker e Renfield sono spesso uniti, combinati tra loro o addirittura invertiti, così come quelli di Mina e Lucy, mentre Quincy Morris è quasi sempre omesso completamente). Altra variante è la versione cinematografica del 2014 Dracula Untold diretta dal regista Gary Shores, dove l'attore Luke Evans riveste i panni di Vlad III di Valacchia e narra dell'invasione degli Ottomani e di come Vlad per salvare il suo regno e il suo popolo si fa trasformare da un anziano Maestro Vampiro, bevendone il sangue e acquisendo i poteri oscuri coi quali poi riuscirà a sconfiggere l'esercito Ottomano.

### Televisione
- Nella serie TV Penny Dreadful la storia e i personaggi di Dracula sono accorpati ad altri personaggi gotici inglesi del periodo. Tratti dal romanzo figurano, in un ruolo liberamente ampliato, Mina Harker, il padre Sir. Murray e il professor Van Helsing. Sebbene il ruolo di Dracula sia centrale nella serie, il personaggio non appare mai di persona sullo schermo se non dalla terza stagione.
- Dracula è presente in un episodio della serie televisiva antologica Matinee Theatre, del 1956.
- Dracula è presente in un episodio della serie televisiva Magic Mansion (1967).
- Dracula è presente in un episodio della serie televisiva Mystery and Imagination (1968).
- Dracula è presente in 3 episodi della serie televisiva Mistero in galleria (1970-1973).
- Dracula è presente nella miniserie The Electric Company, serie televisiva (1971-1977).
- Dracula è presente nel terzo episodio della serie televisiva Brødrene Dal og professor Drøvels hemmelighet (1979).
- Una serie dedicata a Dracula è in The Curse of Dracula, serie televisiva (1979).
- Dracula è presente pure nella serie animata giapponese Carletto il principe dei mostri (Kaibutsu-kun) del 1980.
- Dracula è presente nella serie Mr. and Mrs. Dracula (1980).
- Dracula è presente nella serie televisiva Drak Pack (1980).
- Dracula è l'antagonista nella serie animata occidentale Castlevania, ispirata al celebre videogioco omonimo (2017-2020).
- Dracula del 2020 è una miniserie televisiva, dai creatori del telefilm Sherlock, in onda su Netflix.
- Dracula compare anche nella serie televisiva Buffy l'ammazzavampiri e precisamente nel primo episodio della quinta stagione intitolato Il Morso del Vampiro.
- Rubens de Falco ha dato volto a Dracula nella telenovela brasiliana Tormento d'amore: qui il vampiro è l'eroe della storia e si trasferisce dalla Transilvania in Brasile, dove dovrà misurarsi con Marta, una donna malvagia che tiene in pugno un intero paesello che lei stessa ha rinominato "Santa Marta".

### Musical
- Dracula el musical (1991) è un musical spagnolo di Cibrian & Mahler. Lo spettacolo è in tour dal 1991.
- Drákula (1995) è una rock opera del compositore boemo Karel Svoboda. Lo spettacolo, portato diverse volte in scena con successo in Repubblica Ceca (spesso interpretato da celebri rockstar nazionali), e con una trama in gran parte svincolata dal romanzo, è stato in seguito allestito anche in Germania (con protagonista Ethan Freeman).
- Dracula - the musical (2001) è uno spettacolo di Frank Wildhorn. Dopo una genesi lunga e articolata (inclusa una sfortunata e prematura edizione a Broadway) lo spettacolo, nella sua forma definitiva, è stato presentato a St Gallen, in Svizzera, ed in seguito in numerosi teatri dell'area austro-tedesca (celebre la versione allestita a Graz, interpretata da Thomas Borchert e dalla quale è stato tratto un DVD.
- Dracula Opera Rock è un musical del 2005 con le musiche della Premiata Forneria Marconi e con Vittorio Matteucci nella parte del Conte.
- Draculea, nel sangue e nell'amore[4] è un musical del 2007, prodotto dalla Musaico Immaginario di Firenze con musiche di Tiziano Barbafiera, testi di Diego Ribechini e regia di Riccardo Giannini).

### Editoria
La figura di Dracula il vampiro è stata ripresa o citata da numerosissimi autori in un numero pressoché incalcolabile di opere di fantasia. Fra queste:
- L'inglese Kim Newman è autore di un ciclo di romanzi ucronici basati sulla figura di Dracula, in cui è descritto un mondo alternativo in cui il vampiro non è stato sconfitto e il vampirismo si è diffuso ed integrato nella società mondiale. In Italiano sono stati tradotti Anno Dracula (1992), Il barone sanguinario (1995), Drachenfels (2001), Genevieve la dama immortale (1989), Dracula Cha cha cha (1989).
- La Marvel, negli anni '70, ha prodotto anche varie serie a fumetti incentrate sulla figura di Dracula.
- A partire dal 2019, la storica rivista Lanciostory dell'Editoriale Aurea ha iniziato a pubblicare Dracula in the West, rilettura del vampiro di Bram Stoker in chiave western horror dello scrittore, sceneggiatore e giornalista Gianluca Piredda. La serie è pubblicata anche in America da Antarctic Press.
- Dal 1998 al 2008 in Giappone è stato pubblicato il manga "Hellsing", scritto da Kōta Hirano e pubblicato sulla rivista Young King OURs, che si ispira e riprende apertamente il romanzo di Stoker e ne scrive un seguito reimmaginando alcuni eventi chiave del racconto originale.
- Dal 2021 in Giappone viene pubblicato il manga "DRCL midnight children", scritto e disegnato da Shin'ichi Sakamoto e liberamento tratto dal romanzo.

## Opere derivate
- Il racconto L'ospite di Dracula fu pubblicato postumo nel 1914, due anni dopo la morte di Stoker.
- Un adattamento a fumetti intitolato Conte Dracula è stato realizzato da Guido Crepax nel 1983.
- Nel 2009 il pronipote di Bram Stoker, Dacre Stoker, a quattro mani con Ian Holt, ha scritto un seguito di Dracula, dal titolo Undead - Gli immortali. In questo nuovo romanzo l'antagonista principale è Elizabeth Báthory, anch'essa vampiro, e il protagonista è il figlio di Jonathan e Mina Harker, Quincey Harker.
- Nel 2019 Dacre Stoker torna a lavorare su Dracula, questa volta in collaborazione con J. D. Barker scrivendo un prequel intitolato Dracul. Un'interpretazione delle 101 pagine mancanti del romanzo originale è stata ricostruita a partire dalle note editoriali, dai manufatti e dalle riviste di Bram Stoker.
- Nel 1901, Dracula fu tradotto in islandese da Valdimar Ásmundsson con il titolo di Makt Myrkranna (I poteri delle tenebre) con una prefazione scritta da Stoker. Solo in tempi recenti, nel 2014, si è notato che Makt Myrkranna differiva in modo significativo dalla versione di Stoker di Dracula. I personaggi avevano nomi diversi, il libro era più breve e c'era una maggiore enfasi sulla componente erotica e sessuale rispetto alla versione inglese. Lo studioso olandese Hans Corneel de Roos ha scritto: "Sebbene Dracula abbia ricevuto recensioni positive nella maggior parte dei giornali quotidiani...il romanzo originale può sembrare noioso e complicato....I poteri delle tenebre, al contrario, è scritto in uno stile conciso ed incisivo; ogni scena è funzionale all'avanzamento della trama." In Makt Myrkranna, Dracula è in contatto con vari ambasciatori in quella che appare come una cospirazione per il dominio del mondo. La maggior parte di Makt Myrkranna è incentrato sul soggiorno di Jonathan Harker (che però, in questa versione, prende il nome di Thomas Harker) nel castello di Dracula in Transilvania, mentre il resto del romanzo è una storia affrettata e appena accennata.